# Хохорск
Хохорск — село в Боханском районе Иркутской области России. Административный центр Хохорского муниципального образования.

## География
Село находится на расстоянии примерно 12 км к востоку от посёлка Бохан, административного центра района.

## Население
| 2002 | 2010 | 2011 | 2012 |
| ---- | ---- | ---- | ---- |
| 590  | ↘525 | →525 | ↘511 |

### Половой состав
По данным Всероссийской переписи, в 2010 году в селе проживало 525 человек (240 мужчин и 285 женщин).

## Известные уроженцы
- Балдаев, Сергей Петрович (1889—1979) — советский писатель, фольклорист, этнограф, драматург[5].
- Баранников, Иннокентий Васильевич (1915―1993) ― советский учёный в области русской филологии. Доктор педагогических наук. Заслуженный деятель науки РСФСР[6].